# Czersk (gromada w powiecie grójeckim)
Czersk (od 1 I 1958 Jasieniec) – dawna gromada, czyli najmniejsza jednostka podziału terytorialnego Polskiej Rzeczypospolitej Ludowej w latach 1954–1972.
Gromady, z gromadzkimi radami narodowymi (GRN) jako organami władzy najniższego stopnia na wsi, funkcjonowały od reformy reorganizującej administrację wiejską przeprowadzonej jesienią 1954 do momentu ich zniesienia z dniem 1 stycznia 1973, tym samym wypierając organizację gminną w latach 1954–1972.
Gromadę Czersk z siedzibą GRN w Czersku (od 1992 w granicach Jasieńca) utworzono – jako jedną z 8759 gromad – w powiecie grójeckim w woj. warszawskim, na mocy uchwały nr VI/10/5/54 WRN w Warszawie z dnia 5 października 1954. W skład jednostki weszły obszary dotychczasowych gromad Czersk, Gniejewice, Jasieniec, Kurczowawieś, Olszyny, Czachów, Warpęsy i Gośniewice ze zniesionej gminy Jasieniec oraz kolonia Zacisze z dotychczasowej gromady Pabierowice ze zniesionej gminy Kobylin w tymże powiecie. Dla gromady ustalono 17 członków gromadzkiej rady narodowej.
Gromadę zniesiono 1 stycznia 1958 w związku z przeniesieniem siedziby GRN z Czerska do Jasieńca i zmianą nazwy jednostki na gromada Jasieniec.